# Cyclanthera macropoda
Cyclanthera macropoda är en gurkväxtart som först beskrevs av Eduard Friedrich Poeppig och Endl., och fick sitt nu gällande namn av Célestin Alfred Cogniaux. Cyclanthera macropoda ingår i släktet springgurkor, och familjen gurkväxter. Inga underarter finns listade i Catalogue of Life.